# Maiolica arianese

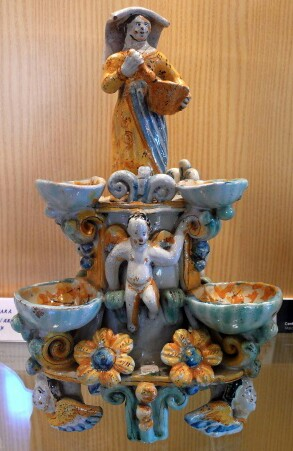
Arte figurativa antica in esposizione al museo civico della ceramica di Ariano Irpino

La maiolica (o ceramica) arianese è una produzione artigianale e artistica costituita da ceramica ornata e smaltata, ossia maiolica in senso lato, che per la peculiarità di forme e decorazioni è tipica della città italiana di Ariano Irpino (anticamente chiamata Ariano, o Ariano di Puglia fino al 1930).

## Storia
(T. Vitale, Storia della Regia Città di Ariano e sua Diocesi, anno 1794, p. 39)
L'abbondanza in tale territorio di fonti sorgive perenni, di legna combustibile e di argille assai fini ha consentito fin dall'età del Bronzo medio (XVI-XIV secolo a.C.) una produzione assai svariata di ceramica dapprima grezza e poi ornata con incisioni e decorazioni, come attestato dai reperti rinvenuti in gran numero nell'area archeologica de La Starza e custoditi nel museo archeologico di Ariano Irpino.
Con l'avvento delle popolazioni italiche, e in particolare dei Sanniti e degli Irpini, la produzione ceramica si evolve notevolmente grazie agli influssi etrusco-campani, magno-greci o comunque orientalizzanti. Il vasellame, proveniente dai corredi delle piccole necropoli locali, assume aspetti propriamente artistici e multiformi (vi compare anche il kántharos), ma lo stile è peculiare, ascrivibile alla cosiddetta cultura di Casalbore - Castelbaronia, esclusiva dell'area nord-irpina.
Notevoli anche i reperti ceramici di epoca romana, di fattura ancor più raffinata, provenienti dal vicus di Aequum Tuticum, ubicato a breve distanza dal primitivo sito de La Starza. Le invasioni barbariche frenano ma non interrompono la tradizione artistica, come dimostrato dal rinvenimento, nel territorio comunale (in una località denominata Figoli, che in dialetto arianese arcaico significava "ceramisti"), dei resti di un'antica fornace con frammenti di vasi ceramici in stile etrusco. Notevole anche il rinvenimento di una brocchetta monoansata di età longobarda all'interno del castello di Ariano.
È inoltre plausibile che l'ampia diffusione di monasteri (soprattutto benedettini) abbia contribuito a salvaguardare un'attività artistica altrimenti in grave pericolo; infatti in epoca normanno-sveva è attestata la frequente donazione alle grandi abbazie regionali (da parte di conti e sovrani) di estesi territori. Poiché però la ceramica prodotta nel Medioevo appare decorata secondo stili orientaleggianti è anche possibile che molte fornaci fossero state avviate da maestri artigiani arabi, giunti in città dalla Sicilia a seguito di re Ruggero II il Normanno nel XII secolo; tuttavia peculiari e determinanti devono essere stati soprattutto gli interscambi (talvolta pacifici ma spesso estremamente conflittuali) con l'insediamento musulmano di Lucera, nella vicina Puglia: in particolare i Saraceni di Lucera, guidati dal re svevo Manfredi, nel 1254 occupano con violenza la contea di Ariano mentre quindici anni più tardi è re Carlo d'Angiò a conquistare Lucera traendone in schiavitù gli abitanti.
È comunque certo che fin dalla fine del Duecento vi fosse in città una vera e propria corporazione di ceramisti, così come si apprende da documenti angioini: "cives laborantes in creta pro qualibet fornace solvant grana decem ... extranei vendentes vasa terrea vel vitrea solvant pro qualibet salma granum unum". È stato inoltre accertato che già agli inizi del Trecento, Ariano costituiva un grande centro manifatturiero ceramico, come attestato da esplorazioni archeologiche condotte all'interno del locale castello normanno, da cui è emersa un'immensa quantità di reperti ceramici di varia foggia.
A partire dal Quattrocento lo stile locale risente dell'influenza esercitata dai faenzari (ossia maestri ceramisti di cultura artistica faentina, non necessariamente provenienti da Faenza) giunti in città nella prima metà del secolo, probabilmente al seguito del conte di Ariano e futuro duca di Milano Francesco Sforza. Da allora e fino a tutto il Cinquecento le maioliche si presentano smaltate di bianco e decorate con sintetici elementi in azzurro: sono i famosi bianchi faentini, che verranno poi prodotti in molte botteghe italiane di maiolica del Seicento, ma che in Ariano avevano preso vita già nel secolo precedente. I faenzari erano comunque ben distinti dai semplici roagnari o pignatari, i quali si limitavano invece a produzioni massive di terrecotte senza velleità artistiche.
Nel volgere di pochi decenni si verifica però una particolare evoluzione stilistica tale da portare a uno sviluppo imponente dell'artigianato ceramico locale che raggiunse il culmine nel Settecento. Ormai le finalità erano chiaramente artistiche poiché la decorazione degli oggetti risultava molto più laboriosa della produzione, ma in compenso il prodotto finale poteva essere smerciato in svariate province del regno di Napoli, nonché a Benevento (all'epoca parte dello Stato della Chiesa), mentre l'esportazione in Sicilia è attestata fin dal 1494.
Tra le produzioni settecentesche più caratteristiche spiccano le fiasche antropomorfe e muliebriformi che sembrano ricollegarsi non tanto alle bottiglie muliebriformi abruzzesi e salentine, quanto piuttosto alle piccole sculture fittili votive rinvenute proprio in Irpinia, nella valle d'Ansanto, e dedicate alla dea Mefite. Tipici anche i boccali a segreto che sono conformati in modo tale che il liquido in essi contenuto si versi addosso a chi cerca di bere senza conoscere il "segreto" (consistente nel turare un foro nascosto con un dito, oppure nel bere da uno specifico beccuccio fra i tanti presenti). Importanti sono poi le borracce, particolari per fogge e decorazioni, legate non soltanto alla tradizione pastorale della transumanza lungo gli antichi tratturi ma anche a quella religiosa dei pellegrinaggi attraverso la via Francigena (un itinerario medievale che ripercorreva la storica via Traiana).
Tra la fine del Settecento e i primi dell'Ottocento l'arte ceramica inizia però ad assumere forme esuberanti e vistose, allo scopo di acquisire fortuna con modelli popolareschi, per lo più legati al mondo della magia e della superstizione. In realtà tali tentativi segnano una fase di progressiva decadenza: il numero di addetti cala infatti da 42 (nel 1753) a 27 (nel 1813); le botteghe erano prevalentemente localizzate all'interno di case o grotte nelle allora parrocchie di Santo Stefano (rione Sambuco), Sant'Angelo e San Nicola (rione Tranesi). Nel 1893 rimanevano in attività soltanto 8 fornaci (rispetto alle 11 del 1753), ormai essenzialmente concentrate nel quartiere rupestre Tranesi, detto così poiché popolato per secoli da profughi originari di Trani (fuggiti nel 1462 dalla loro terra messa a ferro e fuoco dal principe di Taranto e da Jacopo Piccinino). Nel corso del Novecento la rupe dei Tranesi deve essere però progressivamente sgombrata a causa dell'instabilità delle pendici e dei frequenti smottamenti, questi ultimi già deplorati da lungo tempo; attorno al 1980 l'arte ceramica sembra dunque cessare del tutto, ma in seguito si assiste a una fase di graduale ripresa.
Vaste collezioni di ceramiche locali risalenti al Seicento e al Settecento sono in mostra nel museo civico e della ceramica avente sede a palazzo Forte, nel centro storico della città. Il museo dispone inoltre di un polo didattico-scientifico operante a palazzo San Giacomo, nel suddetto rione Tranesi, mentre lo stesso comune di Ariano Irpino (riconosciuto quale centro di affermata tradizione ceramica dal Ministero dello sviluppo economico), è parte integrante dell'Associazione italiana città della ceramica; la produzione contemporanea può infatti fregiarsi del marchio CAT (Ceramica Artistica Tradizionale) rilasciato dal Consiglio nazionale ceramico.